# Carl Friedrich Mülhause
Carl Friedrich Mülhause (* 29. Februar 1824 in Salmünster; † 15. Mai 1883 in Hessisch Lichtenau) war ein deutscher Gutsbesitzer und Mitglied des kurhessischen Kommunallandtages.

## Leben
Carl Friedrich Mülhause war ein Sohn des Oberamtsrichters Georg Mühlhause und dessen Ehefrau Charlotte Stern und war mit Wilhelmine Josephine Huschke (1831–1866) verheiratet.
Er war Gutsbesitzer auf dem Teichhof bei Hessisch-Lichtenau und hatte von 1858 bis 1862 ein Mandat für die Zweite Kammer der kurhessischen Ständeversammlung, gewählt als Vertreter für den größeren Grundbesitz.
Diese war nach den Unruhen im Jahre 1830 zum Zweck der Beratung und Verabschiedung einer Verfassung gebildet und hatte bis 1866 Bestand, als das Land Hessen durch Preußen annektiert wurde.
Am 11. September 1871 wählten ihn 15 von 32 Wahlberechtigten zum Mitglied des kurhessischen Kommunallandtags des preußischen Regierungsbezirks Kassel, wo er Mitglied des Eingabeausschusses war. Er war  Abgeordneter im Stande der höchstbesteuerten Grundbesitzer und Gewerbetreibenden im Kreis Witzenhausen und blieb bis 1877 in dem Parlament.